# Iphiaulax gibbus
Iphiaulax gibbus är en stekelart som först beskrevs av Brulle 1846.  Iphiaulax gibbus ingår i släktet Iphiaulax och familjen bracksteklar. Inga underarter finns listade i Catalogue of Life.